# Isabella Tree
Isabella Elizabeth Nancy, Lady Burrell (* 5. September 1964 als Isabella Elizabeth Nancy Tree) ist eine britische Schriftstellerin und Reisejournalistin, die unter ihrem Mädchennamen Isabella Tree schreibt. Gemeinsam mit ihrem Ehemann Sir Charles Burrell, 10. Baronet, betreibt sie das Rewilding-Projekt Knepp Wildland.

## Leben
Tree wurde im September 1964 geboren. Als kleines Kind wurde sie von Michael und Anne Tree adoptiert und wuchs zusammen mit einer Adoptivschwester auf. Ihre Adoptiveltern gehörten zur Oberschicht und zählten bekannte Personen zu ihrem Freundes- und Verwandtschaftskreis. Ihre Großmutter war Nancy Lancaster, ihr Großvater der konservative Politiker Ronald Tree. Zunächst besuchte Tree eine kirchliche Schule und dann die öffentliche Canford School, wurde aber von beiden Schulen verwiesen. Zwischen 1980 und 1981 besuchte sie die Millfield School. Nach ihrem Schulabschluss versuchte Tree auf Rat der Familienfreundin Iris Murdoch, Klassische Altertumswissenschaft zu studieren. Sie wurde weder von der University of Oxford noch der University of Cambridge angenommen und fand schließlich an der University of London einen Studienplatz. Nach dem Studienabschluss wurde sie Reisejournalistin. Sie arbeitete unter anderem für die The Sunday Times, den The Observer und den Evening Standard. Sie veröffentlichte 1991 ihr erstes Buch, eine Biografie des Ornithologen und Tiermalers John Gould. Weitere Bücher schrieb sie unter anderem über die Tradition der Göttin Kumari in Nepal, sowie über Papua-Neuguinea und Mexiko.
1993 heiratete sie Sir Charles Burrell, 10. Baronet, den sie in Millfield kennengelernt hatte. Der Ehe entsprangen ein Sohn und eine Tochter. Sie leben in dem Landhaus Knepp Castle nahe der gleichnamigen historischen Burg. Die dazugehörigen Ländereien wurden lange als Acker- und Weideland genutzt. Als der landwirtschaftliche Betrieb nicht mehr rentabel war, wilderte das Ehepaar einige Nutztiere aus, unterließ fortan weitgehend Eingriffe in die Natur und ließ das Gelände nach und nach verwildern. Ehemalige Betriebsgebäude wurden verpachtet. Das sogenannte Knepp Wildland ist durch die vereinzelte Jagd der ausgewilderten Nutztiere nach wie vor ein landwirtschaftlicher Betrieb, das Ehepaar lebt heute aber vorwiegend vom Tourismus. Über das Projekt schrieb Tree 2018 das Buch Wilding, das im Vereinigten Königreich ein Bestseller wurde, auch in andere Sprachen übersetzt und 2023 verfilmt wurde (Wildes Land – Die Rückkehr der Natur). Im Tagesspiegel ordnete Susanne Kippenberger das Buch als Teil des Nature Writing ein.

## Werke
- The ruling passion of John Gould : a biography of the bird man. Barrie & Jenkins, London 1991, ISBN 0-7126-2158-X.
- Islands in the clouds : travels in the highlands of New Guinea. Lonely Planet, Melbourne 1996, ISBN 0-86442-369-1.
- Sliced Iguana : travels in unknown Mexico. Hamish Hamilton, London 2001, ISBN 0-241-14051-X.
- The living Goddess : a journey into the heart of Kathmandu. Eland, London 2014, ISBN 978-1-78060-046-8.
- Wilding : returning nature to our farm. Picador, London 2018, ISBN 978-1-5098-0510-5.
- When we went wild. Ivy Press, London 2021, ISBN 978-0-7112-6816-6.